# Jamie Baker
Jamie Baker (Glasgow, 5 agosto 1986) è un ex tennista britannico, secondo miglior tennista del suo paese nel 2008.

## Carriera
Si ritirò nel 2013 dopo aver sofferto di depressione e varie malattie mentali che bloccarono la sua carriera professionale nel 2008. Il suo ranking in Inghilterra passò da 2 a 427 in soli cinque anni.